# Jules Duesberg
 (avril 2023).
La mise en forme du texte ne suit pas les recommandations de Wikipédia : il faut le « wikifier ».
Les points d'amélioration suivants sont les cas les plus fréquents. Le détail des points à revoir est peut-être précisé sur la page de discussion.
- Les titres sont pré-formatés par le logiciel. Ils ne sont ni en capitales, ni en gras.
- Le texte ne doit pas être écrit en capitales (les noms de famille non plus), ni en gras, ni en italique, ni en « petit »…
- Le gras n'est utilisé que pour surligner le titre de l'article dans l'introduction, une seule fois.
- L'italique est rarement utilisé : mots en langue étrangère, titres d'œuvres, noms de bateaux, etc.
- Les citations ne sont pas en italique mais en corps de texte normal. Elles sont entourées par des guillemets français : « et ».
- Les listes à puces sont à éviter, des paragraphes rédigés étant largement préférés. Les tableaux sont à réserver à la présentation de données structurées (résultats, etc.).
- Les appels de note de bas de page (petits chiffres en exposant, introduits par l'outil «  Source ») sont à placer entre la fin de phrase et le point final[comme ça].
- Les liens internes (vers d'autres articles de Wikipédia) sont à choisir avec parcimonie. Créez des liens vers des articles approfondissant le sujet. Les termes génériques sans rapport avec le sujet sont à éviter, ainsi que les répétitions de liens vers un même terme.
- Les liens externes sont à placer uniquement dans une section « Liens externes », à la fin de l'article. Ces liens sont à choisir avec parcimonie suivant les règles définies. Si un lien sert de source à l'article, son insertion dans le texte est à faire par les notes de bas de page.
- La présentation des références doit suivre les conventions bibliographiques. Il est recommandé d'utiliser les modèles {{Ouvrage}}, {{Chapitre}}, {{Article}}, {{Lien web}} et/ou {{Bibliographie}}. Le mode d'édition visuel peut mettre en forme automatiquement les références.
- Insérer une infobox (cadre d'informations à droite) n'est pas obligatoire pour parachever la mise en page.

Pour une aide détaillée, merci de consulter Aide:Wikification.
Si vous pensez que ces points ont été résolus, vous pouvez retirer ce bandeau et améliorer la mise en forme d'un autre article.
Jules Duesberg, né à Verviers le 29 septembre 1881 et mort le 12 juillet 1947, est un médecin et professeur d'université. Il est recteur de l'université de Liège de 1927 à 1939 ainsi que ministre de l'Instruction publique de 1939 à 1940.

## Biographie
D'origine allemande du côté maternel, Jules Duesberg est issu d'une famille aisée de la bourgeoisie catholique verviétoise, active dans l'industrie du textile. Il est le frère ainé d'Hilaire Duesberg (1888-1969), exégète belge et membre de l'ordre de Saint-Benoît, et le cousin germain de l'historien médiéviste Henri Pirenne (1862-1935), également professeur à l'université de Liège.
Jules Duesberg entame des études de médecine à l'université de Liège en 1898 et devient docteur en médecine avec la plus grande distinction en juillet 1905. La même année, Jules Duesberg effectue un séjour de recherche au laboratoire d'anatomie de l'université de Kiel en Allemagne.
De retour à Liège en 1906, il devient assistant d'histologie, son principal secteur de recherche, avant d'obtenir le grade de docteur spécial en sciences anatomiques en 1908, avec une dissertation sur la spermatogenèse chez le rat. Il devient chef des travaux anatomiques en 1909 puis chargé des cours d'anatomie topographique en 1910. Pendant le rectorat du professeur Auguste Swaen, Jules Duesberg supplée au cours pratique d'histologie. En 1913, il est nommé chargé des cours pratiques d'histologie, son principal secteur de recherche.
En 1914, les activités de l'université sont interrompues par la Première Guerre mondiale. Jules Duesberg décide alors de rejoindre les États-Unis, avec son épouse et ses quatre enfants. En 1915, il est engagé comme research associate à la Carnegie Institution de Washington à Baltimore. Il poursuit ses recherches au département d'embryologie jusqu'en 1919, publiant ses résultats de recherches cytologiques sur la fécondation des ascidies et leur développement (1915) et sur les structures cytoplasmiques de l'épithélium séminal de l'opossum (1919).
En 1919, à son retour en Belgique, Jules Duesberg est nommé professeur ordinaire. L'université de Liège se reconstruit et doit notamment remplacer dix-sept titulaires d'enseignement morts ou retraités durant la Grande Guerre.
On dit de Jules Duesberg qu'il est un « professeur né ». Il est, en tout cas, très apprécié des étudiants qui le surnomment affectueusement « le Grand Sympathique », ou encore « le Grand Oblique », en référence à sa démarche nonchalante.
Dès 1922, Jules Duesberg est membre correspondant de l'Académie royale de Médecine de Belgique et deviendra membre titulaire en 1935. Surtout, il s'implique davantage dans la gestion des affaires universitaires, en devenant d'abord secrétaire puis doyen de la Faculté de médecine. Son séjour aux Etats-Unis lui a permis non seulement de découvrir l'organisation très différente des universités américaines mais également de comprendre que la recherche scientifique est en pleine mutation.
Jules Duesberg est proposé en 1927 par le Conseil académique à l'agrément du ministre comme recteur, une fonction qu'il occupera pendant douze ans.
Dès son arrivée au rectorat, il devient membre du Conseil du Fonds national de la recherche scientifique, une fondation d'utilité publique, créé le 27 avril 1928.
Jules Duesberg fera de l'autonomie financière des universités d'état son cheval de bataille. Dès son premier discours rectoral, prononcé le 16 octobre 1928, il affirme qu'elles doivent être débarrassées « de la tutelle étroite dans laquelle elles sont tenues, leur accorder ce qui fait la force des Universités de Bruxelles et de Louvain, la liberté, sous peine de les voir péricliter ».
Un grand chantier de son rectorat fut l'implantation du nouveau site universitaire liégeois du Val-Benoît, qui accueillit dans un cadre modernisé la nouvelle faculté de Sciences appliquées en 1937.
Convaincu de l'importance de créer une grande communauté des diplômés de l'université, Jules Duesberg est à l'initiative de l'Association des amis de l'université de Liège.
Après ses trois mandats à la tête de l'université de Liège, Jules Duesberg devient ministre de l'Instruction publique, d'abord dans le Gouvernement Pierlot II, du 18 avril au 3 septembre 1939, puis dans le Gouvernement Pierlot III. Il occupera cette fonction jusqu'au début de l'occupation allemande.
En 1939, avec d'autres acteurs liégeois, il s'implique dans la vente de Lucerne pour sauver des œuvres d'art des mains des nazis au profit de la Ville de Liège.
Pendant la guerre, Jules Duesberg demeure en Belgique. Il devient inspecteur-administrateur de l'université de Liège en 1943.
Il décède dans un accident de voiture le 12 juillet 1947.

## Distinctions
- Grand officier de l'ordre de Léopold.
- Officier de l'ordre de la Couronne en 1925.
- Grand-croix de l'ordre de Léopold II.
- Officier de la Légion d'honneur en 1931 (France).
- Grand officier de l'ordre l'Étoile noire du Benin (France).
- Commandeur de l'ordre de la Couronne d'Italie en 1931
- Commandeur de l'ordre royal de Saint-Sava en 1932 (Serbie).